# 福勒冰隆
福勒冰隆（英語：Fowler Ice Rise）是南極洲的冰隆，位於伊利沙伯女皇地，處於龍尼-菲爾希納冰架的西南部，由美國地質調查局繪入地圖，現時由南極條約體系管理。

## 外部連結
. . United States Geological Survey.   [2012-04-04].
77°30′S 78°0′W / 77.500°S 78.000°W